# Dove Creek (Colorado)
Dove Creek es un pueblo ubicado en el condado de Dolores, Colorado, Estados Unidos. Tiene una población estimada, a mediados de 2021, de 733 habitantes.
Es la sede del condado.

## Geografía
La localidad está ubicada en las coordenadas 37°46′1″N 108°54′26″O / 37.76694, -108.90722 (37.766842, -108.907173). Según la Oficina del Censo de los Estados Unidos, Dove Creek tiene una superficie total de 1.48 km², correspondientes en su totalidad a tierra firme.

## Demografía
Según el censo de 2020, en ese momento había 635 personas residiendo en Dove Creek. La densidad de población era de 429.05 hab./km². El 90.87% de los habitantes eran blancos, el 1.73% eran amerindios, el 0.16% era isleño del Pacífico, el 1.26% eran de otras razas y el 5.98% eran de una mezcla de razas. Del total de la población, el 7.72% eran hispanos o latinos de cualquier raza.